# Karl Kunze (Bibliothekar)
Karl Kunze (* 17. Mai 1863 in Göttingen; † 16. Mai 1927 in Hannover) war ein deutscher Historiker und Bibliothekar.

## Leben
Kunze war von 1907 bis 1927 Direktor der (Vormals) Königlichen und Provinzial-Bibliothek (heute Gottfried Wilhelm Leibniz Bibliothek) in Hannover. 
Sein Vater war ein Kustos der Universitätsbibliothek Göttingen. Kunze studierte Geschichte und Geographie in Leipzig und Göttingen. Er promovierte 1886 in Göttingen über Die politische Stellung der niederrheinischen Fürsten in den Jahren 1314–1334. Zunächst arbeitete er als Historiker der Hanse; für seine Edition hansischer Geschichtsquellen bereiste er 1891–1896 Archive in Nord- und Mitteleuropa. Für die Edition der von ihm stammenden Bände 4–6 des Hansischen Urkundenbuches erhielt er 1905 den Professorentitel. „Wegen seiner wirtschaftlich ungesicherten Stellung hatte sich Kunze 1897 veranlasst gesehen, in den preußischen Bibliotheksdienst einzutreten.“
In Greifswald absolvierte er die Ausbildung zum Bibliothekar des höheren Dienstes, übernahm 1903 die Leitung der Stadtbibliothek Stettin – als Vorgänger des bekannten Erwin Ackerknecht – und begann sogleich mit der Neukatalogisierung ihrer Bestände nach den 1899 erlassenen Preußischen Instruktionen. 1907 wurde er Direktor der Königlichen und Provinzial-Bibliothek in Hannover als Nachfolger von Eduard Bodemann, der am 23. September 1906 (im Alter von 78 Jahren!) gestorben war. Während seiner Direktorenzeit in Hannover trat Kunze nicht mehr als Historiker, sondern als Wissenschaftsorganisator hervor. „Als Vorstandsmitglied und zuletzt Vorsitzender des Historischen Vereins für Niedersachsen gab er dessen Zeitschrift heraus, seit 1924 als ‚Niedersächsisches Jahrbuch‘. 1910 war er Mitbegründer der niedersächsischen Historischen Kommission.“
Zu seinen Verdiensten in seiner 20-jährigen Amtszeit in Hannover gehören u. a. die Einführung einer dem beginnenden 20. Jahrhundert adäquaten modernen technischen Ausstattung der Bibliothek (elektrisches Licht, Bücheraufzug, Rohrpostanlage, Haustelefon, Schreibmaschine, Waschbecken), die Vergrößerung des Lesesaals auf 20 Benutzerplätze, die Reorganisation des allgemeinen Dienstbetriebs und der Geschäftsgänge, die Neukatalogisierung der Bestände der Königlichen Bibliothek, die Verbesserung der Personalsituation (1907: 5 Mitarbeiter, 1927: 12 Mitarbeiter), die Beschäftigung von Frauen als Bibliothekarinnen und ihre verbesserte Bezahlung und Verbeamtung. Kunzes Neubaupläne scheiterten ebenso wie seine Bemühungen, der Bibliothek zu einem neuen Namen zu verhelfen. Der Königlichen und Provinzial-Bibliothek wurde lediglich das Wörtchen Vormals vorgesetzt.
Kurz vor seinem Tod kündigte Kunze den Rücktritt von allen seinen Ämtern an. Er starb einen Tag vor seinem 64. Geburtstag im hannoverschen Klementinenhaus an einem Magengeschwür.